# Montserrat Espallargas
Montserrat Espallargas Barceló (Barcelona, 1 de julio de 1970) es una escritora y periodista catalana.

## Biografía
Ha escrito novela y relatos. Ha ganado diversos premios literarios entre los cuales destacan el Premio "Isabel-Clara Simó de Novela", el Premio "Ferran Canyameres de Novela d'Òmnium Cultural" y el Premio "Recvll Joaquim Ruyra de Narrativa". 
Después de licenciarse en Ciencias de la Información trabajó en varios medios de comunicación, y rápidamente pasó a dirigir diferentes departamentos de comunicación, entre otros, los de la Consejería de Cultura, Educación y Deportes del Gobierno Balear, el Consejo Insular de Mallorca, la Universidad Rovira i Virgili, el desaparecido partido Unió Mallorquina y la empresa "Novaforma".
En la actualidad ejerce de docente de adultos en las materias de catalán, castellano y habilidades comunicativas, tarea que compatibiliza con el ejercicio de una consulta privada para la lucha contra el acoso escolar y el mobbing laboral.
Durante muchos años ha compaginado la escritura literaria con la enseñanza de técnicas narrativas. También ha trabajado en la elaboración de guiones televisivos para TVE.
Su producción literaria comprende la novela y los relatos breves. Ha participado, también, en obras colectivas de diferentes autores.

## Obra
- La genètica de les passions. IV Premi Isabel Clara Simó, Ciutat d'Aloi 2023. Ed. Bromera Editors. (( ISBN: 9788413586786 ))
- El Clan de Sa Ràpita. XXXVI Premio Ferran Canyameres 2017. Ed. Pagès Editors. ISBN 978-84-9975-936-4
- Vides de Filferro. LII Premio Recvll Joaquim Ruyra 2016. Ed. Pagès Editors. ISBN 978-84-9975-819-0
- Tot ho dono per perdut. Premio Joan Marquès Arbona de la Vall de Sòller 2016. Ed. Documenta Balear. ISBN 978-84-16163-81-6

## Premios

### Novela
- 2023 Premio de novela Isabel-Clara Simó  Título:  'La genètica de les passions'
- 2017 Premio Ferran Canyameres de Novela de Òmnium Cultural. Título: El Clan de Sa Ràpita.[1]

### Colección de cuentos
- 2016 LII Premio Recvll Joaquim Ruyra. Título: Vides de filferro.
- 2016 Premio Joan Marquès Arbona de la Vall de Sòller. Título: Tot ho dono per perdut.

### Cuentos
- 2023 Segundo Premio Guillem de Belibasta. Título: "La mort darrere les orelles"
- 2020 Premio 'Sembra de Lletres' de l'Ateneu Torrellenc. Título: "Hermafodita"
- 2019 Premio Grup d'Opinió Amfora. Título: Tinta de calamar
- 2019 Segundo Premio Solstici d'Estiu de Taradell. Título: Reinventar-se
- 2016 Premio Englantina Jocs Florals de la Vall d’Uixó. Título: Sa Confessió d’un cotorrot.
- 2016 Premio Vila Santa Bàrbara. Título: Memòries d’un asperger.
- 2015 Premio Terra de Fang de Deltebre. Título: El carrer dels dos cantons.
- 2015 Premio Elsa García. Título: Benvolguda Remei.
- 2015 Segundo Premio El Gat de Torelló. Título: Diuen...
- 2015 Segundo Premio Miquel Bosch i Jover. Título: Benvolguda Remei.
- 2013 Segundo Premio Ploma de Ferro. Título: Els anys romputs.
- 2014 Finalista Premio Miquel Arimany. Título: L’home volàtil.
- 2014 Finalista Premio Víctor Mora. Título: La solitud dels beneits